# Prima Perioadă Intermediară a Egiptului
Prima Perioadă Intermediară a Egiptului a fost o perioadă întunecată, marcată de tulburări, ce a urmat sfârșitului celei de a șasea dinastii. Uniunea celor două regate s-a destrămat, iar conducătorii regionali au avut de înfruntat perioade de foamete. Una din teorii susține că o scădere  bruscă și catastrofică a revărsărilor  Nilului întinsă pe două-trei decenii, cauzată de  o răcire climatică globală ce a redus cantitatea de precipitații în Egipt, Etiopia și Africa de est, a contribuit la marea foamete și implicit la căderea Vechiul Regat Egiptean.
Singura persoană din acea eră care a lăsat o impresie asupra posterității este regina Nitokris, care a domnit sub postura de rege. Pentru un timp țara a fost condusă de către războinici.
În jurul anului 2160 î.Hr., o nouă linie de descendenți ai faraonilor a încercat să reunească Egiptul de jos, din capitala lor Herakleopolis Magna. În același timp, o altă ramură a descendenților faraonilor reunea Egiptul de Sus, iar confruntarea celor două era inevitabilă.
Faraonii din Herakleopolis descendenți ai faraonului Akhtoy precum și primii patru faraoni din Theba au purtat numele de Inyotef sau Antef.